# نارسيسو رودريغيز
نارسيسو رودريغيز (بالإنجليزية: Narciso Rodriguez) هو مصمم أزياء أمريكي كوبي ولد في 27 يناير في عام 2003، افتتح خط العطور الخاص بالعلامة التجارية، والذي أصبح مشهورًا جدًا.1961 في نيوآرك في الولايات المتحدة.

## وصلات خارجية
- الموقع الرسمي
- نارسيسو رودريغيز على موقع IMDb (الإنجليزية)